# Regions del Nepal
Nepal es divideix en 5 Regions de Desenvolupament o Bikāsakṣeṭra (विकास क्षेत्र en nepalès). Llavors, aquestes cinc regions se subdivideixen en 14 zones administratives, i aquestes, al seu torn, en 75 districtes.
Les 5 regions, anomenades segons la seva ubicació en direcció d'est a oest, són:
| Regió (nom original)                                                                | Capital (nom original)                     | Sup. (km²) | Habitants |
| ----------------------------------------------------------------------------------- | ------------------------------------------ | ---------- | --------- |
| Regió de Desenvolupament de l'Extrem Occidental (Sudura Paścimāñcala - सुदुर पश्चिमाञ्चल) | Dipayala (Dīpāyala - दीपयल)                 | 19.539     | 2.191.330 |
| Regió de Desenvolupament del Mig Occidental (Madhya Paścimāñcala - मध्य पश्चिमाञ्चल)     | Birendranagara (Bīrendranagara - बीरेन्द्रनगर) | 42.378     | 3.012.975 |
| Regió de Desenvolupament Occidental (Paścimāñcala - पश्चिमाञ्चल)                        | Pokhara (Pokharā - पोखरा)                    | 29.398     | 4.571.013 |
| Regió de Desenvolupament Central (Madhyamāñcala - मध्यमाञ्चल)                          | Hetauda (Heṭauṁḍā - हेटौंडा)                   | 27.410     | 8.031.629 |
| Regió de Desenvolupament Oriental (Purvāñcala - पुर्वाञ्चल)                             | Dhanakuta (Dhanakuṭa - धनकुटा)               | 28.456     | 5.344.476 |

## Subdivisió administrativa del territori

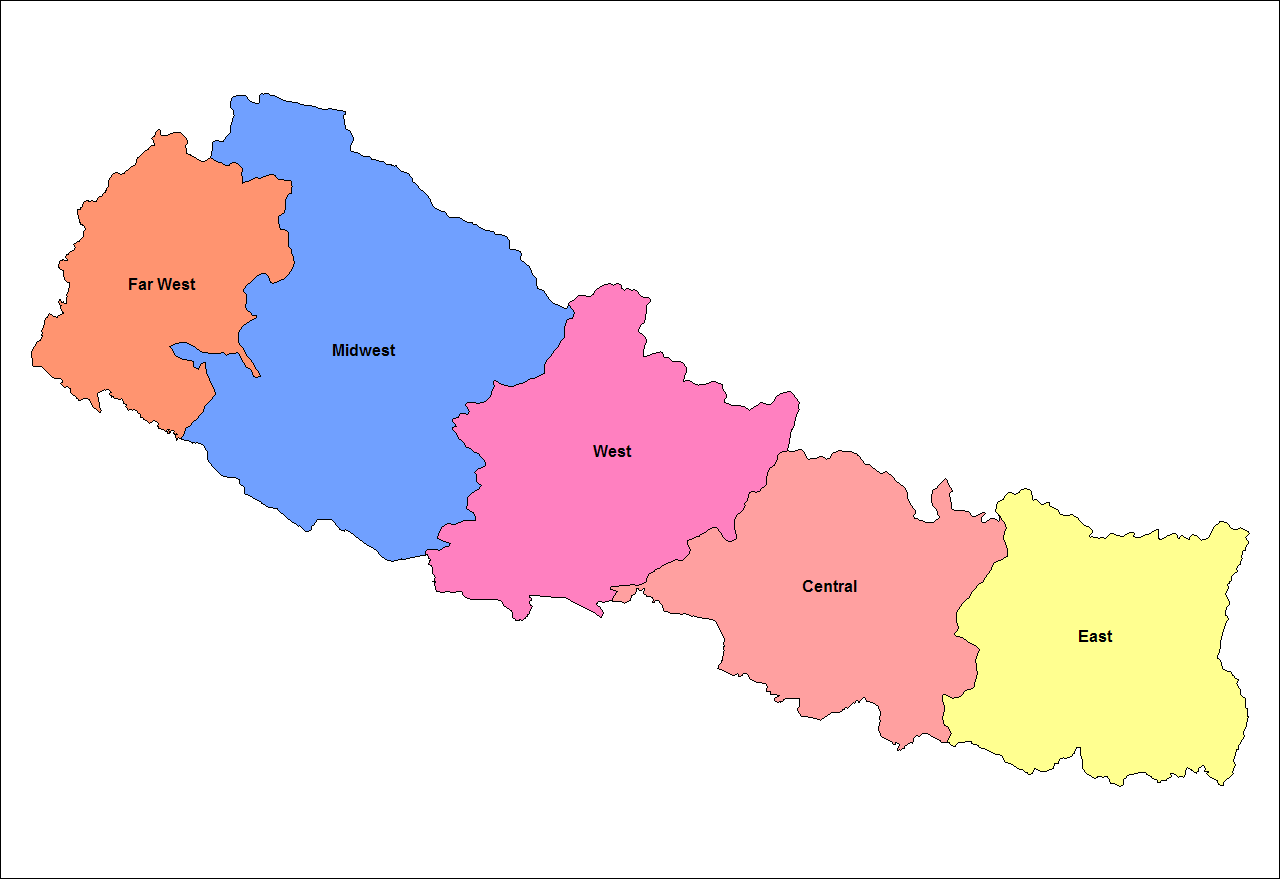
Regions de desenvolupament del Nepal

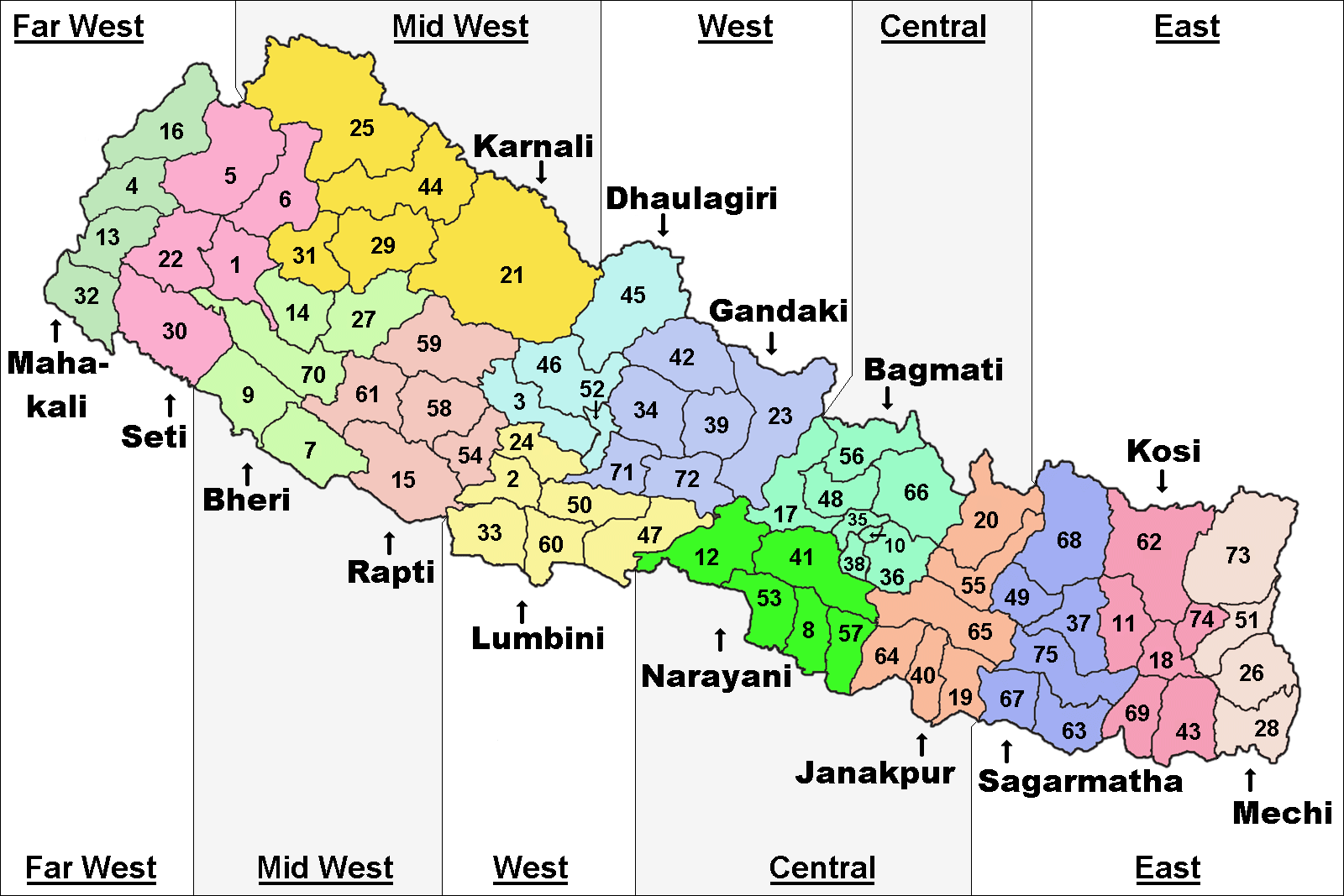
Les 5 regions, les 14 zones i els 75 districtes del Nepal

Regió de Desenvolupament de l'Extrem Occidental
subdividida en 2 zones i amb un total de 9 districtes:
- Zona de Mahakali, comprèn els 4 districtes de:
Baitadi (4), Dadeldhura (13), Darchula (16), Kanchanpur (32);
- Zona de Seti, comprèn els 5 districtes de:
Achham (1), Bajhang (5), Bajura (6), Doti (22), Kailali (30).

Regió de Desenvolupament del Mig Occidental
subdividida en 3 zones i amb un total de 14 districtes:
- Zona de Bheri, comprèn els 5 districtes de:
Banke (7), Bardiya (9), Dailekh (14), Jajarkot (27), Surkhet (70);
- Zona de Karnali, comprèn els 5 districtes de:
Dolpa (21), Humla (25), Jumla (29), Kalikot (31), Mugu (44);
- Zona de Rapti, comprèn els 5 districtes de:
Dang Deokhuri (15), Pyuthan (54), Rolpa (58), Rukum (59), Salyan (61).

Regió de Desenvolupament Occidental
subdividida en 3 zones i amb un total de 16 districtes:
- Zona de Dhawalagiri, comprèn els 4 districtes de:
Baglung (3), Mustang (45), Myagdi (46), Parbat (52);
- Zona de Gandaki, comprèn els 6 districtes de:
Gorkha (23), Kaski (34), Lamjung (39), Manang (42), Syangja (71), Tanahu (72);
- Zona de Lumbini, comprèn els 6 districtes de:
Arghakhanchi (2), Gulmi (24), Kapilvastu (33), Nawalparasi (47), Palpa (50), Rupandehi (60).

Regió de Desenvolupament Central
subdividida en 3 zones i amb un total de 19 districtes:
- Zona de Bagmati, comprèn els 8 districtes de
Bhaktapur (10), Dhading (17), Katmandú (35), Kavrepalanchok (36), Lalitpur (38), Nuwakot (48), Rasuwa (56), Sindhulpalchok (66);
- Zona de Janakapura, comprèn els 6 districtes de:
Dhanusa (19), Dolkha (20), Mahottari (40), Ramechhap (55), Sarlahi (64), Sindhuli (65);
- Zona de Narayani, comprèn els 5 districtes de:
Bara (8), Chitwan (12), Makwanpur (41), Parsa (53), Rautahat (57).

Regió de Desenvolupament Oriental
subdividida en 3 zones i amb un total de 15 districtes:
- Zona de Kosi, comprèn els 6 districtes de:
Bhojpur (11), Dhankuta (18), Morang (43), Sankhuwasabha (62), Sunsari (69), Terhathum (74);
- Zona de Mechi, comprèn els 4 districtes de:
Ilam (26), Jhapa (28), Panchthar (51), Taplejung (73);
- Zona de Sagarmatha, comprèn els 6 districtes de:
Khotang (37), Okhaldhunga (49), Saptari (63), Siraha (67), Solukhumbu (68), Udayapur (75).